# .gov
gov. هو نطاق إلكتروني أو امتداد للمواقع الإلكترونية شهير. وهو اختصار للكلمة الإنجليزية government والتي تعني الحكومة. وأي موقع تحت امتداد gov. أو نطاقه gov. من المفترض ان يكون موقع حكومي ولكن هذا لا يعني الالتزام من قبل الجميع ولكنه يستعمل عادة للدلالة أن الموقع الذي تحت امتداد gov. هو موقع حكومي.